# San Gregorio Magno alla Magliana Nuova (titolo cardinalizio)
San Gregorio Magno alla Magliana Nuova (in latino Titulus Sancti Gregorii Magni in Magliana Nova) è un titolo cardinalizio istituito da papa Giovanni Paolo II il 21 febbraio 2001. Il titolo insiste sulla chiesa di San Gregorio Magno, sita nel quartiere Portuense di Roma e sede parrocchiale dal 14 dicembre 1963.
Dal 7 dicembre 2024 il titolare è il cardinale Jaime Spengler, O.F.M., arcivescovo metropolita di Porto Alegre.

## Titolari
- Geraldo Majella Agnelo (21 febbraio 2001 - 26 agosto 2023 deceduto)
- Jaime Spengler, O.F.M., dal 7 dicembre 2024